# Aravat Sabeev
Aravat Sergeevič Sabeev (24 settembre 1968) è un ex lottatore sovietico naturalizzato tedesco, specializzato nella lotta libera.

## Palmarès

### Olimpiadi
- 1 medaglia[1]:
  - 1 bronzo (Atlanta 1996 nei 100 kg)

### Mondiali
- 2 medaglie[1]:
  - 1 oro (Istanbul 1994 nei 100 kg)
  - 1 argento (Atlanta 1995 nei 100 kg)

### Europei
- 6 medaglie:
  - 3 ori (Ankara 1989 nei 100 kg[2]; Poznan 1990 nei 100 kg[2]; Istanbul 1993 nei 100 kg[1])
  - 1 argento (Budapest 2000 nei 97 kg[1])
  - 2 bronzi (Friburgo 1995 nei 100 kg[1]; Varsavia 1997 nei 97 kg[1])